# ジャック＝クロード＝マリー＝ヴァンサン・ド・グルネー
ジャック=クロード=マリー=ヴァンサン・ド・グルネー（Jacques Claude Marie Vincent de Gournay、1712年5月28日 - 1759年6月27日）は、フランスの経済学者、政治家。経済的な自由放任主義と標語となる「レッセフェール、レッセパセ( laissez faire, laissez passer)」という言葉や「官僚主義」という言葉を最初に用いた。カディスで商業活動を行ったのち、1751年にフランスの商業監督官となり、財政の実務に携わった。
フランソワ・ケネーらと交流があり、経済や財政に関する彼の考え方は、重農主義の基礎をつくった。